# Sand (Gemeinde Deutsch-Griffen)
Sand ist eine Ortschaft in der Gemeinde Deutsch-Griffen im Bezirk St. Veit an der Glan in Kärnten. Die Ortschaft hat 12 Einwohner (Stand 1. Jänner 2025).

## Lage
Sand liegt etwa 3 ½ km Luftlinie nordnordwestlich des Gemeindehauptorts Deutsch Griffen, am Griffenbach und am Hang sonnseitig links des Bachs.
Zur Ortschaft gehören die Höfe Sandschmidt (Haus Nr. 1), Bachkeusche (Nr. 2), Tschurnig (Nr. 3 und 4), Pietschacher (Pintschacher, Nr. 5), Steiner (Nr. 6), Sandkeusche (früher Sturmkeusche, Nr. 7). Der Hof Triegler (zwischen Bachkeusche und Tschurnig; brannte im Mai 1925 ab) existiert nicht mehr.

## Geschichte
1493 wird Sand urkundlich erwähnt.
Ab Gründung der politischen Gemeinden 1850 gehörte Sand zur Gemeinde Deutsch-Griffen. Bei der Kärntner Gemeindestrukturreform von 1973 kam der Ort an die damals neu errichtete Gemeinde Weitensfeld-Flattnitz, seit deren Auflösung 1991 gehört Sand wieder zur Gemeinde Deutsch-Griffen.

## Bevölkerungsentwicklung
Für die Ortschaft ermittelte man folgende Einwohnerzahlen:
- 1869: 8 Häuser, 50 Einwohner[4]
- 1880: 7 Häuser, 49 Einwohner[5]
- 1890: 7 Häuser, 45 Einwohner[6]
- 1900: 7 Häuser, 53 Einwohner[7]
- 1910: 7 Häuser, 47 Einwohner[8]
- 1923: 7 Häuser, 45 Einwohner[9]
- 1934: 43 Einwohner[10]
- 1961: 6 Häuser, 39 Einwohner[11]
- 2001: 7 Gebäude (davon 7 mit Hauptwohnsitz) mit 8 Wohnungen und 8 Haushalten; 32 Einwohner und 1 Nebenwohnsitzfall; 0 Arbeitsstätten, 6 land- und forstwirtschaftliche Betriebe[12]
- 2011: 7 Gebäude, 21 Einwohner, 7 Haushalte, 0 Arbeitsstätten[13]
- 2021: 7 Gebäude, 16 Einwohner, 5 Haushalte, 2 Arbeitsstätten[14]